# Ulrich Maidowski
Ulrich Maidowski (* 13. Oktober 1958 in Walsrode) ist ein deutscher Jurist, ehemaliger Richter am Bundesverwaltungsgericht und seit 2014 Richter des Bundesverfassungsgerichts.

## Leben

### Kindheit und juristische Ausbildung
Maidowski ist der Sohn eines Lehrers. Er verbrachte seine Kindheit ab seinem fünften Lebensjahr in Tokio, wo sein Vater an der Deutschen Schule die Fächer Deutsch, Latein und Griechisch unterrichtete. Später zog er mit seinen Eltern nach Kabul. Als Schah Mohammed Sahir 1973 nach einem Putsch gestürzt wurde, befand sich die Familie gerade im Urlaub. Sie kehrte nicht wieder nach Afghanistan zurück, sondern ließ sich in Hannover nieder.
Ab 1978 studierte er an der Universität Tübingen sowie in Aix-en-Provence Rechtswissenschaft und Philosophie. Nach dem 1985 bestandenen ersten Staatsexamen war er 1987 kurzzeitig als wissenschaftlicher Mitarbeiter bei Christian Pestalozza am Institut für Staatsrecht der Freien Universität Berlin beschäftigt. Im Jahre 1988 promovierte er an seiner Alma Mater in Tübingen über Umgekehrte Diskriminierung: Quotenregelungen zur Frauenförderung im öffentlichen Dienst und in den politischen Parteien. Von 1987 bis 1990 absolvierte er sein Referendariat im Bezirk des Kammergerichts in Berlin.

### Karriere in der Verwaltungsjustiz
Nach dem zweiten Examen trat er im September 1990 in den Justizdienst des Landes Nordrhein-Westfalen ein und wurde Richter am Verwaltungsgericht Aachen. Von Dezember 1995 an war er für zwei Jahre als wissenschaftlicher Mitarbeiter an das Bundesverwaltungsgericht abgeordnet. 1998 erfolgte eine zweite Abordnung, die ihn für vier Monate an das Oberverwaltungsgericht für das Land Brandenburg führte.
Im Dezember 1999 wurde er zum Richter am Oberverwaltungsgericht für das Land Nordrhein-Westfalen ernannt. Hier saß er zuletzt im 10. Senat, der mit Baurecht und Denkmalschutz befasst war. Des Weiteren wirkte er nebenamtlich in den Baulandsenaten verschiedener Oberlandesgerichte, namentlich von Februar 2000 bis Dezember 2005 beim OLG Köln und als stellvertretendes Mitglied beim OLG Düsseldorf sowie ab Juli 2006 beim OLG Hamm.
Zum 1. Juli 2009 wurde er zum Richter am Bundesverwaltungsgericht ernannt. Er gehörte dort anfangs dem 2. Revisionssenat an, der sich mit dem Recht des öffentlichen Dienstes befasst. Nach einiger Zeit wechselte er in den 1. und 10. Revisionssenat, die für das Ausländerrecht und das Asylrecht zuständig sind. Zugleich war er am Bundesverwaltungsgericht für die Verbindung zu ausländischen Stellen und die Betreuung von ausländischen Besuchern zuständig.

### Richter des Bundesverfassungsgerichts
Am 3. Juli 2014 wurde er auf Vorschlag der SPD, der er selbst nicht angehört, vom Wahlausschuss des Deutschen Bundestages zum Nachfolger von Michael Gerhardt im 2. Senat des Bundesverfassungsgerichts gewählt. Er trat sein Amt am 15. Juli 2014 an. Aus gesundheitlichen Gründen soll er auf eigenen Wunsch Ende September 2025 vorzeitig aus dem Amt scheiden, allerdings ist eine Nachfolge durch den Bundestag noch nicht gewählt, da die Wahl von Richtern des Bundesverfassungsgerichts 2025 bislang noch nicht erfolgreich war.

## Privates
Maidowski ist mit einer Juristin verheiratet und Vater von vier Kindern.

## Werke
Er ist Autor von fünf ARAG-Ratgebern, die sich mit Arbeitsrecht (Arbeit macht das Leben schwer?), Mietrecht (Kein Pardon bei Mietärger?), Nachbarrecht (Mit Nachbarn streiten?), Partnerschaftsrecht (Rosenkrieg um jeden Preis?) und Reiserecht (Keine Reise ohne Aufregung?) befassen.